# Каппель (Хунсрюк)
Каппель (нем. Kappel) — община в Германии, в земле Рейнланд-Пфальц.
Входит в состав района Рейн-Хунсрюк. Подчиняется управлению Кирхберг. Население составляет 490 человек (на 31 декабря 2010 года). Занимает площадь 12,41 км².

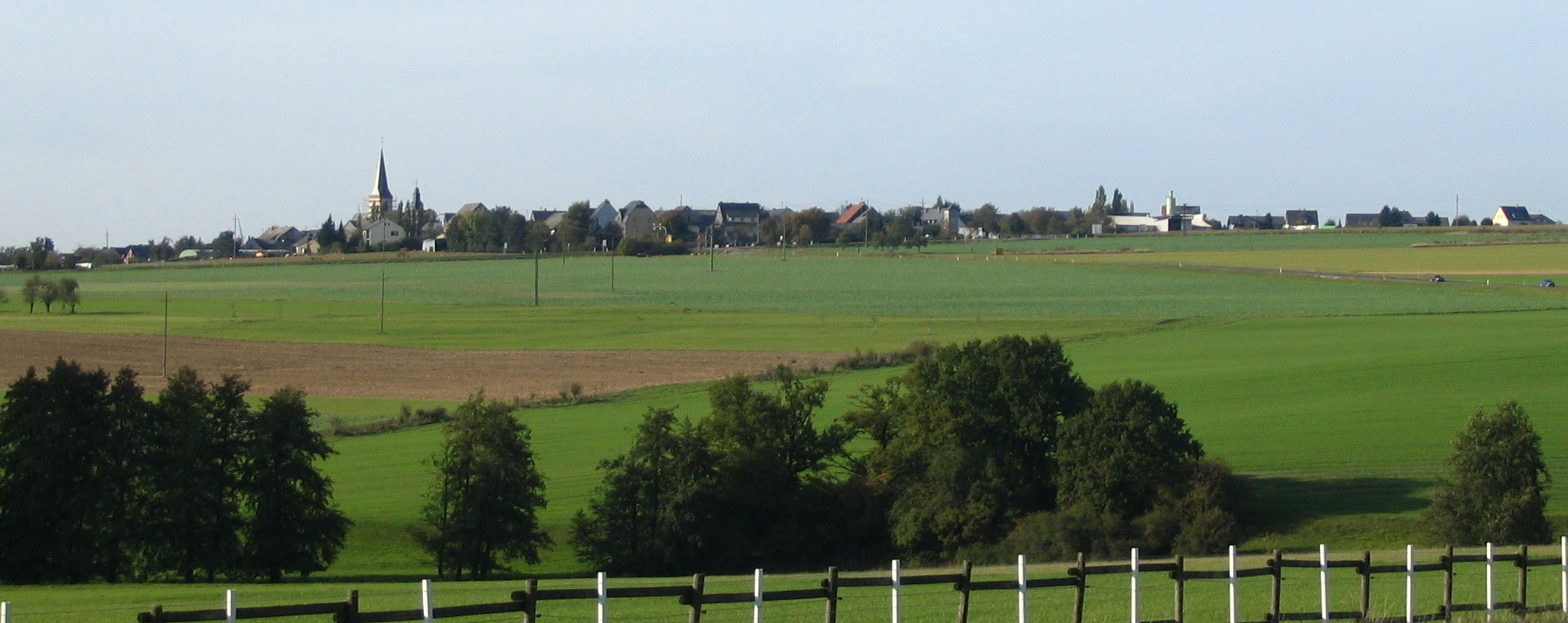
Каппель (Хунсрюк)
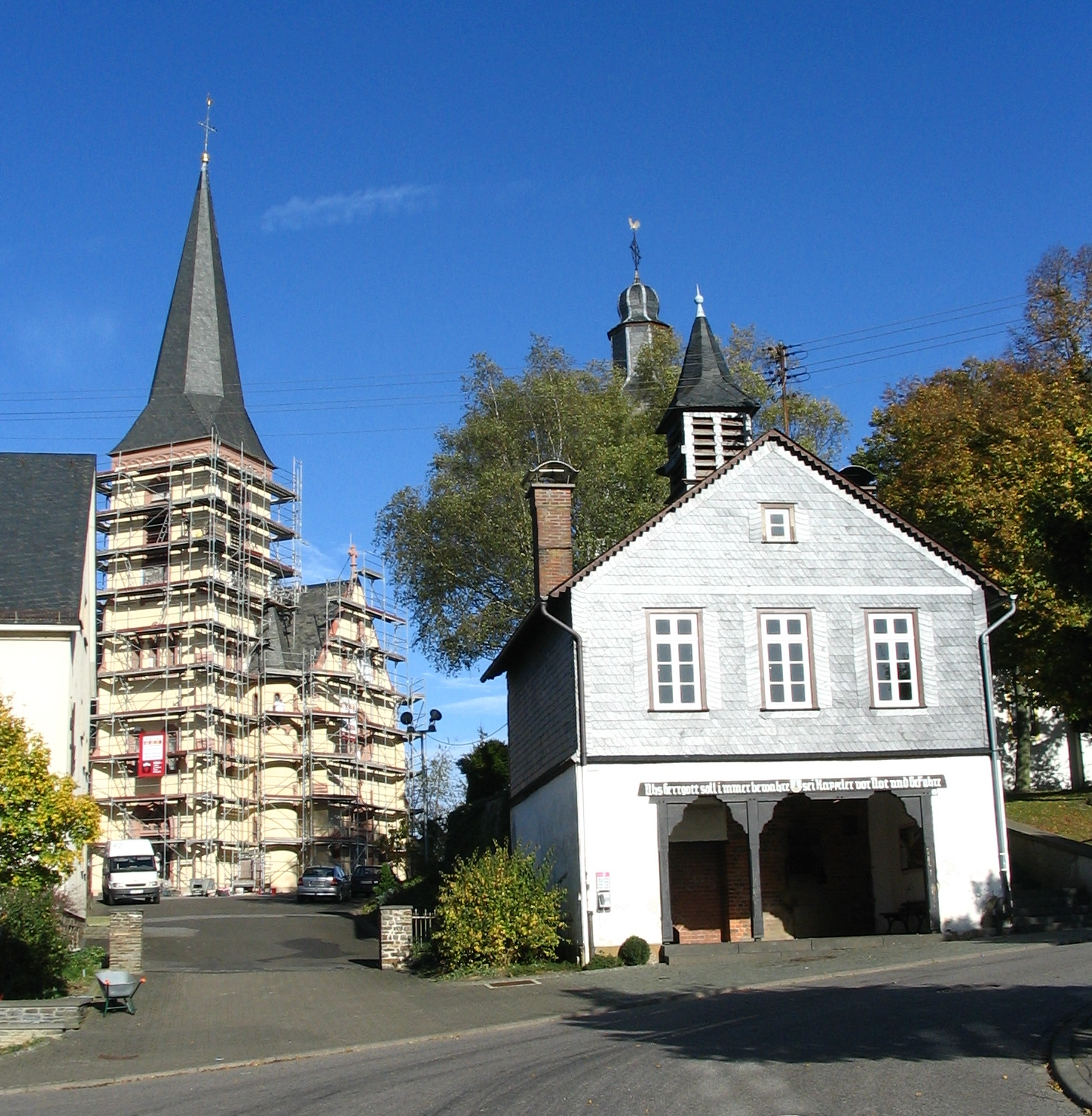
Церковь